# White River Entrance

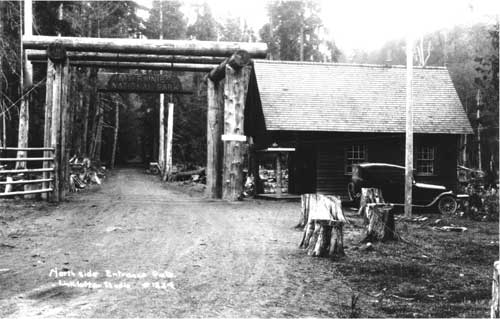
Stanice rangerů u White River.

White River Entrance je vstup do národního parku Mount Rainier v americkém státě Washington. Jedná se o skupinu budov, které byly postaveny mezi lety 1929 a 1931 za účelem obsluhy návštěvníků parku přijíždějících ze severovýchodu po silnici Yakima Park Highway. Jako většina budov v parku, i tyto byly postaveny v rustikálním slohu s použitím přírodních kamenů a dřeva. Obvod zahrnuje jídelnu a ubytovnu White River z roku 1933, která je s největší pravděpodobností jedinou přeživší ubytovací budovou v parku, kterou postavily Lidové konzervační jednotky (CCC).
V roce 1929 byla postavena stanice rangerů a kontrolní stanice. Tehdy byl přístup k této straně parku ještě stále obtížný, jelikož silnice Yakima Park Highway nebyla dostavěna. Její dokončení přišlo až roku 1931. Architektem stanice Thomas Chalmers Vint, jedná se o jednopatrovou kládovou budovu ve tvaru písmene T se sedmi místnostmi s průjezdným obloukem nad silnicí. Jako model této stanici sloužila podobná stanice u vjezdu Nisqually. Stanice byla domovem i pracovištěm rangerů a obsahovala dvě ložnice, jídelnu, kuchyň, sociální zařízení a obývací pokoj.
V roce 1931 byly nedaleko postaveny ve stejném slohu veřejné toalety. V březnu 1991 byl obvod zařazen do Národního rejstříku historických míst. Jedná se o část Historického památkového obvodu Mount Rainier, který zahrnuje celý národní park a ochraňuje tak zdejší rustikální architekturu.